# 井村武憲
井村 武憲（いむら たけのり、1952年7月14日 - ） は日本の松濤館流 空手道師範。 彼はJKA主宰の形の世界選手権で2回優勝し、形のJKA全日本選手権に5回優勝している。 現在、日本空手協会の指導員を務めている。

## 経歴
1952年7月14日に静岡県生まれ。 日本大学に進学し、空手は大学に入学してから始める。 

## 戦績
空手競技で大きな成功を収めた。 

### メジャートーナメントの成功
- 第6回松濤ワールドカップ空手道選手権大会（大阪、1996年）-1位グループカタ
- 第39回JKA全日本空手道選手権（1996）-1位カタ
- 第38回JKA全日本空手道選手権（1995）-1位カタ
- 第5回松濤ワールドカップ空手選手権大会（フィラデルフィア、1994年）-1位カタ
- 37回JKA全日本空手道選手権（1994）-1位カタ
- 第36回JKA全日本空手道選手権（1993）-1位カタ
- 第4回松濤ワールドカップ空手道選手権大会（東京、1992）-2位カタ
- 第35回JKA全日本空手道選手権（1992）-1位カタ
- 第34回JKA全日本空手道選手権（1991）-2位カタ
- 第33回JKA全日本空手道選手権（1990）-3位カタ
- 31位JKA全日本空手道選手権（1988）-2位カタ
- 第2回松濤ワールドカップ空手選手権大会-1位カタ/グループカタ
- 第29回JKA全日本空手道選手権（1986）-2位カタ
- 第24回JKA全日本空手道選手権（1981）-3位カタ
- 第23回JKA全日本空手道選手権（1980）-3位組手